# 榆次市
榆次市为中国旧市名。
1954年改榆次县置，属晋中专区。1963年改为榆次县。1971年，复为榆次市，属晋中地区。1999年撤销，设山西省晋中市榆次区。